# Alaria
Alaria ist eine Gattung der Saugwürmer, die im Dünndarm von Raubtieren, gelegentlich auch beim Menschen parasitieren. Die von ihnen ausgelösten Erkrankungen wird als Alariose bezeichnet.

## Merkmale
Die Arten sind bis zu 6 mm lang und fleischig. Der Vorderkörper ist abgeflacht, das Hinterende konisch. Letzteres enthält sowohl männliche als auch weibliche Geschlechtsorgane. Mund- und Bauchsaugnapf sind im Vorderkörper lokalisiert. Namensgebendes Merkmal sind zwei flügelähnliche Strukturen (lateinisch ala ‚Flügel‘), die rückenseitig entspringen und das Vorderende einhüllen. Die Eier sind 100–130 µm × 62–68 µm groß, goldbraun und haben eine dünne glatte Schale. An einem Pol ist ein Deckel (Operculum) ausgebildet.

## Lebenszyklus
Die Alaria-Arten haben zwei Zwischenwirte, erster sind Süßwasserschnecken, zweiter Amphibien. Die nichtembryonierten Eier werden mit dem Kot des Endwirts ausgeschieden. Daraus schlüpfen die Wimpernlarven (Miracidien) und dringen in Süßwasserschnecken ein. Über Sporozysten und Redien entstehen aus ihnen Gabelschwanzzerkarien. Diese verlassen die Schnecke und dringen in Kaulquappen ein, in denen sie sich in Muskelzysten ablagern. Hier entstehen die Mesozerkarien. Wenn Schnecken, Reptilien oder Mäuse die Kaulquappe fressen, werden die Mesozerkarien freigesetzt. Diese dienen als Stapelwirte. Die Infektion des Endwirts erfolgt durch Fressen des Stapelwirts. Die Mesozerkarien vollziehen eine ausgedehnte Körperwanderung und passieren dabei auch Lungen und Zwerchfell. Hier entwickeln sie sich zu Metazerkarien, kehren sie in den Dünndarm zurück und reifen zu den Adulten. Die Präpatenz beträgt zwei bis vier Wochen.

## Arten
- Alaria alata
- Alaria americana
- Alaria arisaemoides
- Alaria intermedia
- Alaria marcianae
- Alaria michiganensis
- Alaria mustelae